# Ross (Australia)
Ross è una cittadina storia della regione delle Midlands in Tasmania, Australia. Sorge lungo il fiume Macquarie e si trova 78 chilometri a sud di Launceston e 117 chilometri a nord di Hobart.
Nel 1980 il villaggio è stato registrato nel Register of the National Estate per via dei suoi edifici storici, costruiti per la maggior parte in pietra locale nella prima metà del XIX secolo. Nella cittadina si trova il ponte di Ross risalente al 1836, il terzo ponte più vecchio dell'Australia tra quelli ancora esistenti. 

## Storia
La cittadina di Ross si trova su terre che tradizionalmente appartenevano alla tribù dei Tyrernotepanner degli Aborigeni della Tasmania. Il primo europeo ad esplorare la zona fu l'agrimensore Charles Grimes nel 1807, durante il suo lavoro di mappatura delle regioni centrali della Tasmania. Durante un suo viaggio in Tasmania nel 1811 il governatore Lachlan Macquarie, da cui prenderà il nome il fiume Macquarie, transitò nella zona e scelse questa posizione per l'insediamento di un nuovo centro abitato. Decise di chiamarlo Ross dal nome della dimora del suo amico H. M. Buchanan sul Loch Lomond in Scozia.
L'anno successivo fu costruito un ponte di legno sul fiume Macquarie e la cittadina divenne un importante punto di passaggio lungo la strada che collegava Launceston e Hobart. Vi fu insediata una guarnigione e divenne un punto centrale per i commerci nel distretto circostante. Nel 1832 aprì un ufficio postale e nel 1836 fu completata la costruzione del ponte in pietra conosciuto come ponte di Ross, il terzo più vecchio ponte dell'Australia tra quelli ancora utilizzati. Tra il 1848 e il 1854 fu attiva la colonia penale conosciuta come Ross Female Factory, dalla quale passarono circa 12000 detenute.